# Meneng (Wahlkreis)
Meneng ist ein nauruischer Wahlkreis. Er besteht aus dem gleichnamigen Distrikt Meneng. Meneng entsendet 3 Mitglieder ins Nauruische Parlament in Yaren. Dies sind momentan Tawaki Kam, Lionel Aingimea und Vodrick Detsiogo.

## Wahlresultate vom 9. Juli 2016
| Kandidat          | Stimmenwert |
| ----------------- | ----------- |
| Tawaki Kam        | 519,022     |
| Lionel Aingimea   | 436,223     |
| Vodrick Detsiogo  | 337,260     |
| Sprent Dabwido    | 324,603     |
| Squire Jeremiah   | 304,608     |
| Robert Timothy    | 282,412     |
| Elvin Brechtefeld | 246,853     |
| Dec Temaki        | 238,338     |
| Rykers Solomon    | 219,452     |
| Bruce Temaki      | 213,008     |
| Doneke Kepae      | 205,579     |

Es wurden 1102 gültige und 31 ungültige Stimmen abgegeben.